# Fengniancun
Fengniancun (kinesiska: 丰年村, 丰年村街道) är ett stadsdelsdistrikt i Kina. Det ligger i storstadsområdet Tianjin, i den norra delen av landet, omkring 12 kilometer öster om stadens centrum. Antalet invånare är 19 075. Befolkningen består av 9 124 kvinnor och 9 951 män. Barn under 15 år utgör 9,0 %, vuxna 15-64 år 81 %, och äldre över 65 år 9,0 %.